# Hogeresolutieanoscopie
Hogeresolutieanoscopie (HRA) is een gespecialiseerde techniek om afwijkingen in de anus te identificeren en onderzoeken. Met HRA kan een voorloperstadium van anuskanker (AIN) worden opgespoord.